# Charles Frederick Des Voeux
Charles Frederick Des Voeux (Irlanda, año 1825 - Isla del Rey Guillermo, posterior a mayo de 1848) fue un oficial irlandés de la Marina Real Británica. Sirvió como oficial a bordo del HMS Erebus durante la expedición de John Franklin de 1845, que pretendía cartografiar el Ártico canadiense, incluido el paso del Noroeste, y realizar observaciones científicas. Todo el personal de la expedición, incluido Des Voeux, murió en la zona de la isla del Rey Guillermo en circunstancias inciertas. Él y Graham Gore firmaron y depositaron el acta de Victory Point, una de las únicas comunicaciones oficiales de la expedición que se han encontrado hasta ahora.

## Vida y carrera

### Familia
Charles Frederick Des Voeux era hijo del reverendo Henry Des Voeux y de Frances Dalrymple y miembro de la familia Des Voeux. Era hermano del jugador de cricket Henry Des Voeux, medio hermano del administrador colonial William Des Voeux y nieto del baronet Sir Charles Des Voeux. Su bisabuelo Anthony Vinchon de Bacquencourt se trasladó de Francia a Irlanda después de renunciar a su fe católica en favor del cristianismo reformado, y cambió el nombre de la familia por el de Des Voeux. Charles Frederick Des Voeux nació en Irlanda, pero se desconoce el lugar exacto de su nacimiento y dónde pasó su infancia.

### Carrera naval
Des Voeux sirvió a las órdenes de Charles John Napier en la guerra egipcio-otomana de 1840. A continuación, se dirigió a China para la primera guerra del Opio, sirviendo a las órdenes de William Parker y luego a bordo del HMS Endymion, a las órdenes de Frederick Grey. El Endymion navegó por la bahía de Hangzhou y el río Yangtze. Durante la guerra, se distinguió sirviendo como ayudante de campo de Hugh Gough, el comandante en jefe de las fuerzas británicas. Antes de unirse al HMS Endymion, navegó en el HMS Cornwallis, donde se relacionó con James Fitzjames, que comandaría el HMS Erebus durante la expedición de John Franklin.
El 1 de mayo de 1844, Des Voeux aprobó su examen de teniente, pero no fue ascendido hasta el 9 de noviembre de 1846 (en ausencia). Durante varios meses después de mayo de 1844, sirvió como oficial a bordo del buque artillero HMS Excellent en Portsmouth, a las órdenes de Thomas Hastings. Cinco oficiales de la última expedición de Franklin sirvieron por última vez en el Excellent antes de servir en la expedición: Des Voeux, James Walter Fairholme, Robert Sargent (HMS Erebus), John Irving y George Henry Hodgson (HMS Terror).

## Expedición de Franklin

### Organización
Durante los preparativos de la expedición, James Fitzjames eligió a Des Voeux como oficial debido al tiempo que pasaron juntos en el HMS Cornwallis durante guerra del Opio en China. Sus oficiales superiores eran John Franklin, el propio Fitzjames, Graham Gore, Henry Thomas Dundas Le Vesconte y James Walter Fairholme. Fue uno de los oficiales que posó para un daguerrotipo del fotógrafo inglés Richard Beard antes de que partiera la expedición. Fitzjames lo describió como "un joven intachable, inteligente, agradable, desenfadado y servicial, y un gran favorito de Hodgson, lo que le favorece mucho".

### Registro de Victoria
El 12 de septiembre de 1846, los dos barcos se vieron acorralados por el hielo a lo largo de la costa noroeste de la isla del Rey Guillermo. El 24 de mayo de 1847, Des Voeux, Graham Gore y seis marineros emprendieron un viaje a lo largo de la costa occidental de la isla con el fin de determinar y cartografiar las posiciones geográficas de todas las formas de tierra con las que se toparan. Gore y Des Voeux depositaron y firmaron un registro escrito por James Fitzjames en un mojón en Victory Point, en el que se detallaban los esfuerzos de la expedición hasta ese punto. En abril de 1848, Fitzjames y Francis Crozier añadieron un apéndice al registro en el que explicaban que habían abandonado los barcos y se dirigían al sur, al río Back, en el territorio continental canadiense. No se han encontrado más relatos escritos de lo sucedido, y todos los hombres perecieron. El apéndice menciona la muerte de Franklin y Gore, pero no incluye detalles sobre Des Voeux.

### Muerte
Ninguno de los restos de los hombres de la expedición encontrados ha sido identificado como el de Des Voeux. Woodman ha argumentado que hay pruebas de que el grupo principal conocía un atajo a través de lo que ahora se llama península de Graham Gore, que separa la bahía de Erebus de la bahía del Terror y ahorra tiempo de viaje a lo largo de la costa, pero que el grupo de trineos de Gore y Des Voeux de 1847 no lo conocía, lo que sugiere que un esqueleto encontrado allí podría pertenecer a Des Voeux. Todos los oficiales y la tripulación de la expedición fueron declarados oficialmente muertos en marzo de 1854.

### Artefactos
Los inuit de Repulse Bay encontraron varios objetos de la expedición en un campamento cercano a la desembocadura del río Back, donde muchos europeos habían muerto de hambre. En 1854 intercambiaron los objetos con John Rae. Entre ellos había un fragmento de una camisa de lana de color crema con las palabras "F.D.V. 1845" escritas en negro en la cinta. Por las iniciales de la cinta, se ha identificado como perteneciente a Des Voeux.